# Olletanjärvi
Olletanjärvi eller Olletojärvi är en sjö i Finland. Den ligger i kommunen Kittilä i landskapet Lappland, i den norra delen av landet, 900 km norr om huvudstaden Helsingfors. Olletojärvi ligger 302,7 meter över havet. Arean är 19,8 hektar och strandlinjen är 2,04 kilometer lång. Sjön  ingår i Kemi älvs huvudavrinningsområde. 